# Peter Drucker

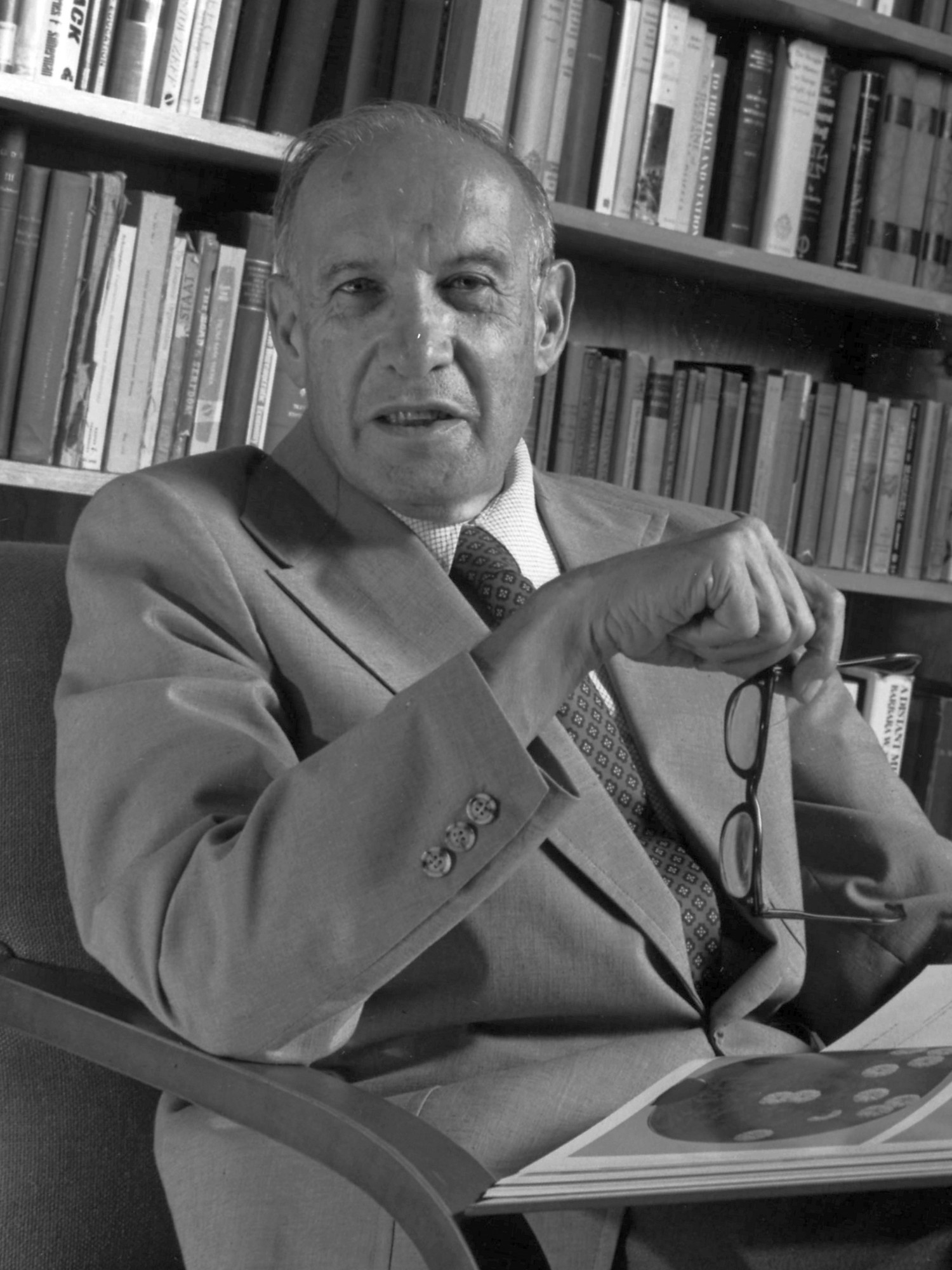
Peter Drucker

Peter Ferdinand Drucker (Wenen, 19 november 1909 – Claremont (Californië), 11 november 2005) was een Amerikaans schrijver, hoogleraar en consultant onder andere op het gebied van organisatieleer en management.

## Biografie
Drucker studeerde juridische wetenschappen aan de universiteiten van Universiteit van Hamburg en Frankfurt. Nadat een van zijn artikelen door de nazi's verbrand werd, verhuisde de van Joodse afkomst zijnde Drucker naar Londen. Hier trouwde hij met Doris Schmitz.
Later verhuisde hij naar de Verenigde Staten om er te werken als correspondent voor verscheidene Britse kranten. In de VS werd hij onder meer consultant van General Motors, wat de basis vormde van zijn bekende boek Concept of the Corporation.
Van 1950 tot 1971 was Drucker professor management aan de New York University Graduate Business School. Daarna ging hij naar de Claremont Graduate University in Californië, waar in de jaren 90 zelfs een faculteit naar hem werd vernoemd: de Peter F. Drucker Graduate School of Management. In deze tijd accepteerde hij ook een nevenfunctie als professor aan Harvard.
Drucker was columnist voor de Wall Street Journal van 1975 tot 1995, en publiceerde in vooraanstaande bladen, zoals de Harvard Business Review.
Drucker ontving veel prijzen en onderscheidingen, waaronder in 2002 de Presidential Medal of Freedom. Hij overleed op bijna 96-jarige leeftijd. Zijn vrouw, Doris, stierf in oktober 2014: zij werd 103 jaar oud.

## Werken in de 21e eeuw
In 2000 deed Peter Drucker de volgende uitspraak:
- De grootste verdienste van het management van de 20e eeuw is de vijftigvoudige verbetering van de productiviteit van de fabriekswerker.
- De grootste uitdaging van het management voor de 21e eeuw is om de productiviteit van de kenniswerker op een vergelijkbare wijze te verbeteren.

## Publicaties
Hij publiceerde 27 boeken over economie, sociologie, politiek en management, schreef twee romans, zijn autobiografie en is coauteur van een boek over Japanse schilderkunst. Zijn bekendste werken:
- 1945. Concept of the Corporation
- 1993. The Practice of Management
- 1995. The Future of Industrial Man
- 1998. Adventures of a Bystander. Autobiografie.
- 2001. The Essential Drucker
- 2001. Managing in the Next Society
- 2001. Management Challenges for the 21st Century

- Bibsys: 90087290
- Biblioteca Nacional de España: XX1721224
- Bibliothèque nationale de France: cb11900666f (data)
- Catàleg d'autoritats de noms i títols de Catalunya: 981058511654306706
- CiNii: DA00477819
- Gemeinsame Normdatei: 118527568
- International Standard Name Identifier: 0000 0001 2117 813X
- Library of Congress Control Number: n79149070
- Nationale Bibliotheek van Letland: 000022015
- MusicBrainz: b4628bed-da23-4250-8910-4a4fbe41fd48
- Bibliotheek van het Japanse parlement: 00438259
- Nationale Bibliotheek van Tsjechië: jn19990001878
- Nationale bibliotheek van Australië: 35046007
- Nationale Bibliotheek van Israël: 987007260396605171
- Nationale Bibliotheek van Polen: a0000001178685
- Nationale en Universitaire bibliotheek Zagreb: 000011177
- Nederlandse Thesaurus van Auteursnamen: 068329342
- Réseau des bibliothèques de Suisse occidentale: 02-A003192012
- Istituto Centrale per il Catalogo Unico: CFIV012532
- LIBRIS: 184074
- SNAC: w6fn1x56
- Système universitaire de documentation: 026837994
- Trove: 810927
- Virtual International Authority File: 2469565
- WorldCat: E39PBJrRfFGBtC6vYmctR3Krv3